# Cá sấu Xiêm
Cá sấu Xiêm (danh pháp hai phần: Crocodylus siamensis), còn gọi là cá sấu Thái Lan hay cá sấu nước ngọt, là loài cá sấu nước ngọt sinh sống ở Indonesia (Borneo và có thể là Java), Brunei, Đông Malaysia, Lào, Campuchia, Myanmar, Thái Lan và Việt Nam.
Trong điều kiện tự nhiên chúng thích sống ở các vùng nước chảy chậm như đầm, sông và hồ. Phần lớn cá sấu trưởng thành không dài quá 3 m (10 ft), mặc dù trong điều kiện chăn nuôi có những con lai có thể dài hơn. Cá sấu Xiêm thuần chủng nói chung không gây nguy hiểm cho con người, và không có trường hợp cá sấu tấn công người khi không bị khiêu khích nào được ghi nhận.

## Tập tính và kích thước
Đây là 1 loài có khích thước trung bình, đa số cá thể đều đạt kích thước dưới 3,5 mét. Việc làm tổ của loài này không được ghi chép đầy đủ và cho đến nay đã có vài chục tổ trứng đã được ghi nhận. Các tổ trứng hoang dã đã được ghi nhận ở Lào, Campuchia, Thái Lan ở các gò đất nằm trên thảm thực vật nổi, bên bờ hồ hoặc sông. Chúng thường làm tổ vào cuối mùa khô và mùa mưa. Theo quan sát, số lượng trứng được đẻ ra dao động từ 11 đến 26 trứng. Con non xuất hiện sau 70 đến 80 ngày ấp vào mùa mưa. Chúng thường ăn các loài động vật không xương sống, ếch, bò sát, chim và động vật có vú, bao gồm cả xác thịt.

## Tình trạng bảo tồn
Vì bị săn bắt cực kỳ thái quá nên loài cá sấu này đang đứng trước nguy cơ tuyệt chủng và nó được xếp vào trong danh sách các loài đang cực kỳ nguy cấp. Năm 1992, người ta tin là loài này đã tuyệt chủng, hoặc gần tuyệt chủng trong tự nhiên. Kể từ đó, các cuộc khảo sát đã phát hiện ra những quần thể rất nhỏ tại Thái Lan (2 con). Các nhà bảo tồn đã tìm thấy ổ các cá sấu Xiêm con ở tỉnh miền nam của Lào là Savannakhet và ở khu vực xã Ea Lâm (Sông Hinh, Phú Yên) (ít hơn 100 con). Điều này làm tăng hy vọng cho loài gần như tuyệt chủng này có cơ hội sống sót.
Tại Công viên Quốc gia Bang Sida tại Thái Lan, gần Campuchia, hiện có một chương trình đưa cá sấu Xiêm trở lại tự nhiên. Một số cá sấu con đã được thả vào các vùng nước hẻo lánh trong tự nhiên trong khu vực công viên quốc gia, mà khách tham quan không tới được.
Tại Trung tâm cứu hộ động vật hoang dã Phnom Tamao ở Campuchia, người ta đã tiến hành nghiên cứu DNA của 69 cá sấu năm 2009, và xác nhận rằng 35 trong số đó thuộc họ C. Siamensis thuần chủng. Những nhà bảo tồn thuộc tổ chức Fauna and Flora International and Wildlife Alliance đã có kế hoạch sử dụng những cá sấu này để nhân giống, hợp tác với Bộ quản lý rừng Campuchia.

## Phân bố
Cá sấu Xiêm từng có phạm vi phân bố rộng, trải dài phần lớn Đông Nam Á và một số vùng ở Indonesia. Tuy nhiên, phạm vi sinh sống đã giảm đi rất nhiều và phân mảnh kể cả ở các quần thể còn lại thuộc Việt Nam, Campuchia, CHHCND Lào, Thái Lan và Indonesia. Ở Việt Nam, nơi mà sự kiện tuyệt chủng đã xảy ra, khiến cho chúng gần như tuyệt chủng, sau đó 1 vài cá thể đã được tái thả vào Bàu Sấu. Hầu hết nơi chúng sinh sống là ở độ cao 50 đến 200 mét nhưng chúng có thể phân bố ở độ cao 560 mét ở Đầm lầy Veal Ven và thượng nguồn Sông Tatai. Tóm tắt về phân phối quốc gia như sau:
Campuchia: Khảo sát thực địa từ năm 2000 đã xác nhận cá sấu Xiêm phân bố ở 35 địa điểm thuộc 21 hệ thống sông của 11 tỉnh, chủ yếu là các khu vực xa xôi về phía tây nam và đông bắc của Campuchia. Các quần thể lớn nhất còn lại phân bố ở các con sông Srêpốk, Sekong, Sre Ambel / Kampong Saom, Pursat, Koi, Kep, Tatai, Areng và Đầm lầy Veal Ven.
Indonesia: Tại hồ Mesangat thuộc hệ thống sông Mahakam, tỉnh Đông Kalimantan (Borneo), có hỗ trợ 1 quần thể nằm ngoài lục địa Đông Nam Á. Theo nghiên cứu từ năm 2010 đến 2011 của N. Behler đã xác nhận sự tồn tại của quần thể này. Có một vài báo cáo địa phương về sự hiện diện của chúng tại Trung Kalimantan nhưng chưa được xác định. Một vài mẫu vật cũng được thu giữ ở Java cho thấy phạm vị phân bố trước đây của chúng, nhưng với sự mất mát nghiêm trọng của các môi trường đất ngập nước ở đó, không có khả năng quần thể nào còn lại.
CHDCND Lào: Các cuộc khảo sát từ năm 2003 đến 2008 cho thấy cá sấu Xiêm phân bố ở 9 hệ thống sông ở 5 tỉnh nhưng các quần thể còn tồn tại chỉ được biết đến từ bảy hệ thống sông ở bốn tỉnh. Các cuộc điều tra đã xác nhận các báo cáo trước đây cho thấy nhiều quần thể địa phương hiện đã bị tiêu diệt. Các quần thể còn lại ở hệ thống sông Xe Champhone, Xe Banghiang, Se Bangfai và Xe Xangxoy (tỉnh Savannakhet), hệ thống sông Xe Pian-Xe Khampho (tỉnh Attapu), sông Xe Don (tỉnh Saravane) và Khu bảo tồn quốc gia Phou Khaokhouay (Tỉnh Bolikhamxay). Hầu hết các vùng đất ngập nước ở CHDCND Lào vẫn chưa có cá sấu và có vẻ như Các địa phương của cá sấu Xiêm sẽ được ghi lại.
Malaysia: Một tài liệu tham khảo duy nhất về 'cá sấu nước ngọt' ở phía bắc Bán đảo Malaysia (Robinson và Annandale 1904 được Smith trích dẫn 1919) được Smith (1919) coi là 'có thể có giá trị đối với loài này'. Không có hồ sơ nào về loài này được biết đến từ Sarawak hoặc Sabah. Không có thông tin nào khác cho thấy cá sấu Xiêm xuất hiện ở Malaysia.
Myanmar: Một ghi chép về cá sấu và trứng, từ sông Mekong, không có hồ sơ nào khác được biết đến, mặc dù hầu hết các vùng đất ngập nước ở Myanmar vẫn không có cá sấu. Đoạn sông Mekong ở Myanmar (dài ~ 200 km) hiện đang bị hạn chế tiếp cận và bị giới hạn đối với các cuộc khảo sát quốc tế. Hình ảnh vệ tinh của Google chỉ ra rằng phần lớn diện tích vẫn giữ được rừng ven sông và mật độ người thấp: có thể một số loài cá sấu vẫn tồn tại.
Thái Lan: Lịch sử phổ biến và phân bố rộng rãi của loài này. Các quần thể ít tồn tại ở một số các địa phương ở miền trung và miền tây Thái Lan. Các địa điểm đã được xác nhận bao gồm Vườn quốc gia Pang Sida và Kaengkrachan.
Việt Nam: Lịch sử hiện diện của loài này có ở miền Nam Việt Nam nơi mà chúng đã tuyệt chủng. Các quần thể hoang dã có thể bị tuyệt chủng. Các cuộc khảo sát trong hơn hai thập kỷ qua đã không phát hiện được cá sấu ở các địa điểm mà chúng được báo cáo là đã xuất hiện, ngoài trừ ngoại trừ một địa điểm là hồ Hà Lầm (tỉnh Phú Yên), nơi có ít nhất hai cá thể vào năm 2005 nhưng hiện tai cũng đã tuyệt chủng. Một quần thể được giới thiệu lại duy nhất là tại Vườn Quốc gia Cát Tiên, nơi mà chúng đã sinh sản.